# The Phantom of Crestwood

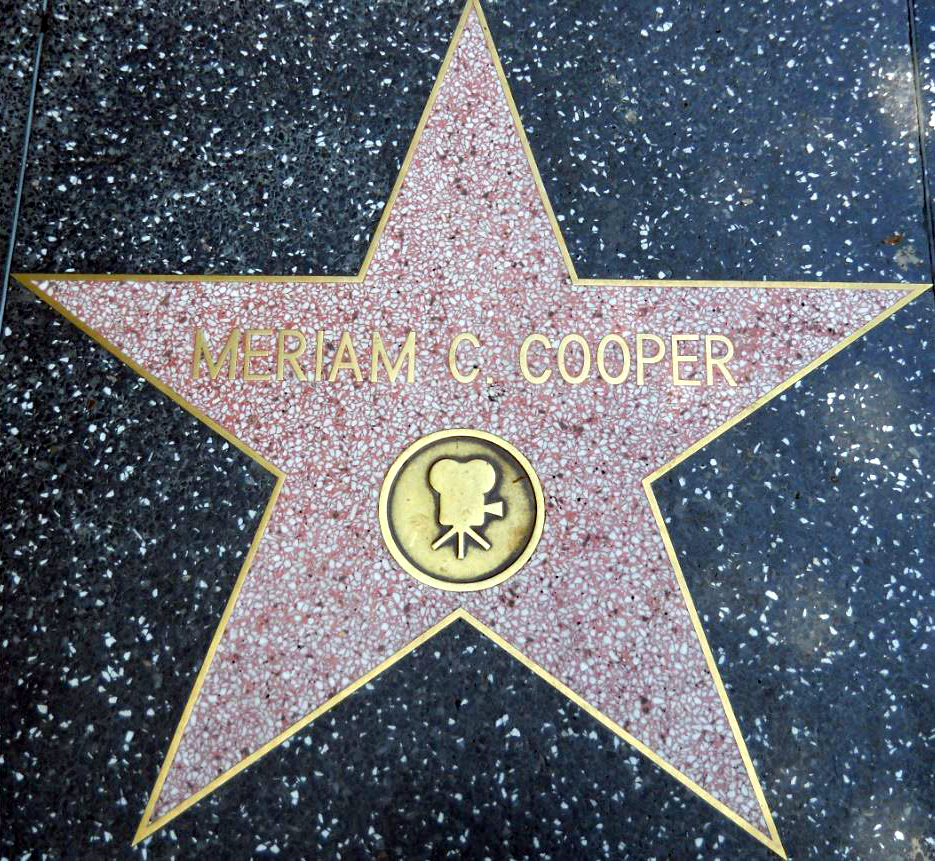
Merian C. Cooper, cuja estrela na Calçada da Fama é mostrada na foto, produziu 66 filmes em sua carreira. Um deles foi The Phantom of Crestwood.

The Phantom of Crestwood é um filme estadunidense de 1932 do gênero suspense, dirigido por J. Walter Ruben e estrelado por Ricardo Cortez e Karen Morley. O final foi escolhido por concurso: primeiramente, a rede NBC dramatizou o roteiro no rádio, sem, contudo, apresentar o último capítulo. Os ouvintes, então, foram incentivados a enviar suas soluções para os produtores. As melhores receberiam prêmios. O truque deu certo: The Phantom of Crestwood foi um sucesso de bilheteria, com lucro líquido de 100 000 dólares.

## Sinopse
Jenny Wren, uma alpinista social, decide aposentar-se e convence o banqueiro Priam Andes a dar uma festa de despedida para ela em sua mansão. O verdadeiro objetivo de Jenny, na verdade, é chantagear cinco ex-amantes, que estão entre os convidados. Todavia, em meio a indícios de que a casa está possuída por um fantasma, Jenny aparece morta, vitimada por um dardo. Caberá ao ex-ladrão Gary Curtis descobrir o mistério que ronda o lugar e desmascarar o assassino.

## Elenco
| Ator/Atriz                 | Personagem              |
| -------------------------- | ----------------------- |
| Ricardo Cortez             | Gary Curtis             |
| Karen Morley               | Jenny Wren              |
| Anita Louise               | Esther Wren             |
| Pauline Frederick          | Faith Andes             |
| H. B. Warner               | Priam Andes             |
| Mary Duncan                | Dorothy Mears           |
| Sam Hardy                  | Pete Harris             |
| Tom Douglas                | Allen Herrick           |
| Richard 'Skeets' Gallagher | Eddie Mack              |
| Aileen Pringle             | Senhora Herbert Walcott |
| George E. Stone            | Cat                     |
| Robert McWade              | Herbert Walcott         |